# طائرة شراعية منزلقة

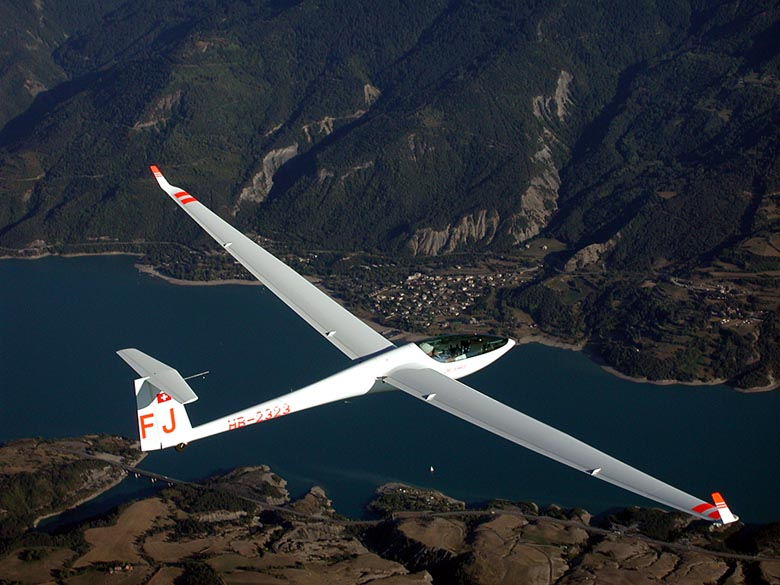
طائرة من طراز جلاسر-ديركس DG-808 أحادية المقعد فائقة الأداء مصنوعة من لدائن مقواة بألياف زجاجية فوق بحيرة سير بونكون (Lac de Serre Ponçon) في جبال الألب بفرنسا

المُنزلقة أو السَّابِحة أو الطائرة الشراعية المنزلقة تعد أكثر ثِقلاً من الطائرة العادية المدعومة أثناء طيرانها برد الفعل الديناميكي للهواء في مقابلة سطحها الرافع، ولا تعتمد على محركات في الطيران الحر. تُستخدم غالبًا تلك الأنواع من الطائرات في العمليات الدورية التي تكون بلا محركات، ومع ذلك فإن أعطال المحرك قد تُجبِر بعض أنواع الطائرات الأخرى على الطيران الشراعي. تحتوي بعض الطائرات الشراعية على محركات لمد رحلات طيرانها، والبعض الآخر مزود بمحركات قوية بدرجة كافية تمكِّنها من الانطلاق.
كما توجد أنماط شديدة التنوع من حيث بنية أجنحتها، وكفاءتها الحركية الهوائية، وموقع الطيار، وأجهزة التحكم فيها. ويحتوي بعضها على محركات للإقلاع أو مد رحلة الطيران أو الاثنين معًا. والبعض الآخر مصمم للهبوط فقط، ولكن المجموعات الأكثر شيوعًا تستغل الظواهر الجوية للحفاظ على ارتفاعها أو حتى زيادته. تُستخدم الطائرات الشراعية بشكلٍ رئيسي في الألعاب الرياضية الهوائية الخاصة بالطيران الشراعي، والطيران الشراعي المعلق، والقفز بالمظلات، كما تُسْتَخْدَمُ أيضاً لاستعادة المركبات الفضائية. ولعل أكثر هذه الأنواع شُهرةً هي الطائرات الورقية.

## أصل الكلمة
اُشْتُقّ مصطلح الطائرة الشراعية والمعروفة في الإنجليزية باسم (Glider) من الفعل (to glide) أي تزلَج. وهي مستمدة من اللغة الإنجليزية في العصور الوسطى (gliden)، المشتقة بدورها من اللغة الإنجليزية القديمة (glīdan). كما كانت كلمة (glide) تدل قديمًا على الجري أو القفز المندفع كمقابل للحركة الانسيابية. ولم يتأكد العلماء من الاشتقاق الأصلي للكلمة حيث يمكن أن تكون الكلمة ذات صلة بالمصطلحين "slide"، بمعنى ينزلق و"light" بمعنى خفيف بعد تطويرهما.

## معلومات تاريخية عن الطائرات الشراعية

### المحاولات المبكِّرة
كانت التقارير الأولية في معظم الحالات في فترة ما قبل الحداثة الخاصة بالطيران منقوصة، كما كان من غير الواضح تحديدًا ما إذا كانت تلك المركبات عبارة عن طائرة شراعية، أو طائرة ورقية، أو مظلة، ولأي درجة يمكن التحكم فيها. وفي الغالب تم تسجيل هذا الحدث فقط بعد مرور فترة طويلة على وقوعه. فعلى سبيل المثال، في القرن السابع عشر ذكرت التقارير أنه كانت هناك محاولة للطيران قام بها شاعر القرن التاسع عباس بن فرناس بالقرب من مدينة قرطبة، بإسبانيا والتي انتهت بالطيران حول قرطبة كلها وهبط سالما بدون أي إصابات على خلاف ما يقول الكثير من الناس لتشويه صورته. وفيما قاله عن إيلمر راهب ميلمزبيري أفاد ويليام راهب ميلمزبيري (1080-1143 ميلادية)، وهو راهب زميل لإيلمر ومؤرِخ، أن إيلمر قفز من أعلى سطح ديره في ميلمزبيري بإنجلترا في وقت ما بين 1000 و1010 بعد الميلاد، حيث قام بالقفز من ارتفاع 200 متر (220 yd) قبل أن يسقط وتنكسر ساقاه. ووفقًا للتقارير غير المفصلة، فإن كليهما قد استخدم مجموعةً من الأجنحة (الريشية)، وقد أرجع كلاهما سبب الارتطام إلى عدم وجود ذيل.

### القرن التاسع عشر

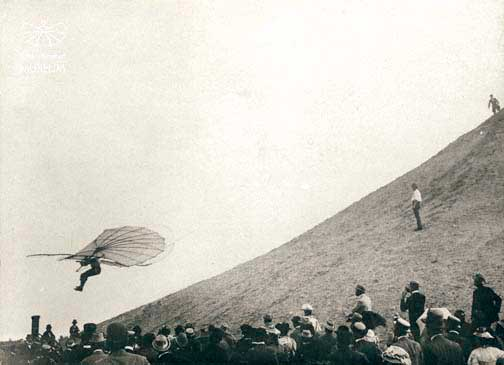
أوتو ليلينتال أثناء طيرانه

تعتبر أول نوعية من الطائرات الأثقل من الهواء (أي غير البالونية) المعدة لحمل شخصٍ استنادًا على المبادئ العلمية هي سلسلة الطائرات الشراعية التي صممها سير جورج كايلي والتي حققت قفزات قصيرة مرتكزة على الأجنحة في عام 1849 تقريبًا. وبعد ذلك قام المهندسون أمثال جين ماري لو بري، وجون ج.مونتجومري، وأوتو ليلينتال، وبيرسي بيلتشير، وأوكتاف شانوت، وأوغستس مور هيرينج ببناء طائرات شراعية متقدمة لتطوير الطيران كان ليلينتال هو أول من قام بعدة رحلات جوية متكررة ناجحة (بلغت في نهاية المطاف حوالي 2000 رحلة) وهو أول من استخدم الهواء الرافع لإطالة مدة رحلاته.
كما طوَّر الأخوان رايت سلسلة من ثلاث طائرات شراعية بشرية بعد عمل اختبارات أولية على طائرة ورقية حيث إنهم كانوا يعملون من أجل تنفيذ رحلات تعمل بالطاقة. ثم عادوا لاختبار الطائرات الشراعية عام 1911 عن طريق إزالة محرك إحدى تصميماتهم الأخيرة.

### تطور الطائرات الشراعية
عقب الحرب العالمية الأولي صُنِّعَت طائرات شراعية ترفيهية في ألمانيا وفي الولايات المتحدة (الأخوة شوايزر). تطور الاستخدام الرياضي للطائرات الشراعية في الثلاثينيات حتى أصبح الآن هو الاستخدام الأساسي لها. وبعد تحسين أداء تلك الطائرات أصبح من الممكن استخدامها للطيران عبر البلدان، كما تُستخدم الآن للطيران لمئات بل ولآلاف الكيلومترات في اليوم إذا كان المناخ مناسبًا.
وقد قامت عدة دول بتطوير الطائرات الشراعية الحربية أثناء الحرب العالمية الثانية من أجل إنزال القوات. وبُنِيَّت الطائرة الشراعية - كلديتز-كوك سرًا عن طريقأسرى الحرب كوسيلة من الوسائل الممكنة للهروب من معسكر أسرى الحرب قرب نهاية الحرب العالمية الثانية عام 1944.

### تطور الطائرات الشراعية المعلقة ذات الأجنحة المرنة
جعل ليلينتال الطائرات التي تنطلق بقوة دفع القدم تحلق في الاجتماعات من فوق هضبة واسركوبيه في عشرينيات القرن العشرين. وعلى الرغم من ذلك فإن الابتكار الذي أدى إلى التوصل إلى الطائرات الشراعية المعلقة الحديثة يرجع إلى عام 1951 عندما تقدم كل من فرانسيس روجالو وجيرترود روجالو بطلب براءة اختراع لجناح مرن تمامًا ذي هيكل مقوى. ومن ثم بدأت وكالة الفضاء الأمريكية ناسا في اختبار مختلف أشكال جناح روجالو المرنة وشبه الصلبة في عام 1957 من أجل استخدامها كنظام لاستعادة الكبسولات الفضائية التوأمية. وقد طور الفكرة كلٌ من تشارلز ريتشاردز وباول بايكل عبر إنتاجهم لجناح سهل التصنيع وقادر على الطيران البطيء والهبوط المعتدل. وقد استخدم باري هيل بالمر تلك الفكرة لصناعة الطائرات الشراعية المعلقة المدفوعة بقوة الأقدام، ما بين عامي 1960 و1962، وتبع ذلك في عام 1963 بناء مايك بيرنز للطائرة الورقية الشراعية المعلقة المعروفة باسم طائرات التزلج. وفي عام 1963، شرع جون دابليو ديكينسون في عملية الإنتاج التجاري.

### تطور الطيران المظلي
في 10 يناير عام 1963 قدَّمت الأمريكية دومينا جالبرت براءة اختراع براءة اختراع أمريكية 3131894 عما يعرف باسم بارافويل والذي يحتوى على خلايا مقسمة في شكل سطح انسيابي هوائي، بحافة رئيسية مفتوحة وأخرى تابعة مغلقة تنتفخ عن طريق مرور الهواء بداخلها – بتصميم مكبس المضخة  ثم تطورت طائرة «الجناح البحري» فيما بعد على يد ديفيد باريش (David Barish) واستخدمت لاستعادة كبسولات ناسا الفضائية. واُخْتُبِرَت باستخدام حافة الرفع. وبعد إجراء الاختبارات على جبل هنتر، نيويورك (مدينة) في سبتمبر 1965، أكمل باريش طريقه للترويج «للتحليق المنحدر» بوصفه نشاطًا صيفيًا في منتجعات التزلج (لكن من الواضح أن الأمر لم يحقق نجاحًا كبيرًا). وكان لوكالة ناسا الفضل في وضع مصطلح «الطيران المظلي» في بداية الستينيات، واُسْتُخْدِمَ لأول مرة في بداية السبعينيات لوصف المظلات الشراعية المدفوعة بقوة القدم. وبالرغم من أن استخدامها الرئيسي يعد استخدامًا ترفيهيًا، إلا أنه صُنِعَت مظلات شراعية بدون طيار بغرض الاستخدامات العسكرية مثل حشرة أتير.

## الأنواع الترفيهية
يعد مجال الرياضة والترفيه هو المجال الذي تسُتخدم فيه الطائرة الشراعية بشكلٍ أساسي في الوقت الحالي.

### الطائرة الشراعية
تم تطوير الطائرات الشراعية منذ العشرينيات للأغراض الترفيهية. وعندما بدأ الطيارون في فهم كيفية استخدام الهواء الرافع، تم تطوير الطائرات الشراعية بنسبة رفع إلى سَحب مرتفعة. وقد سمح ذلك بقفزات أطول للوصول لمصدر «الرفع» التالي، وبهذا تزداد فرص الطيران لمسافات طويلة. ومنح ذلك دفعة قوية للرياضة الشعبية المعروفة باسم الطيران الشراعي بالرغم من أن التسمية قد توحي بأنه ما هو إلا طيران انزلاقي محض.
وكانت الطائرات الشراعية تصنع في الأساس من الخشب والمعدن، ولكن معظمها الآن مصنوع من مواد مركبة من الزجاج وألياف الكربون وألياف الأراميد. وللتقليل من السحب، تتكون هذه الأنواع من جسم الطائرة وأجنحة طويلة ضيقة، أي نسبة عالية من العرض إلى الارتفاع. وتتوافر أنواع الطائرات الشراعية أحادية المقعد وثنائية المقعد.
وتبدأ التدريبات الأولية ببعض «القفزات» القصيرة في الطائرات الأولية وهي عبارة عن طائرات بدائية تمامًا بلا قمرة قيادة ولا حد أدنى من الأدوات  وفي الفترة التي أعقبت الحرب العالمية الثانية بوقت قصير لطالما كانت تجرى التدريبات في الطائرات ثنائية المقاعد وثنائية التحكم أيضًا، وكانت تُستخدم الطائرات الثنائية عالية الأداء أيضًا لتقاسُم عبء العمل والمتعة في الرحلات الطويلة. كانت الزلاقات تُستخدم في الأصل للهبوط، ولكن الأغلبية الآن تستخدم العجلات في الهبوط، وتكون غالبًا قابلة للسحب. ولقد تم تصميم بعض الطائرات الشراعية المعروفة باسم الطائرات الشراعية ذات المحرك للرحلات غير المزودة بالطاقة ولكن يمكن استخدام المحركات الآتية بشكلٍ فعال: المكبس، أوالدوار، أو النفاث، أو المحركات الكهربائية. وقام الإتحاد الدولي للطيران (FAI) بتقسيم الطائرات الشراعية من أجل المسابقات إلى طائرات منافسة للطائرات الشراعية بناءً على الاتساع والقدرة على الرفرفة بشكل أساسي.

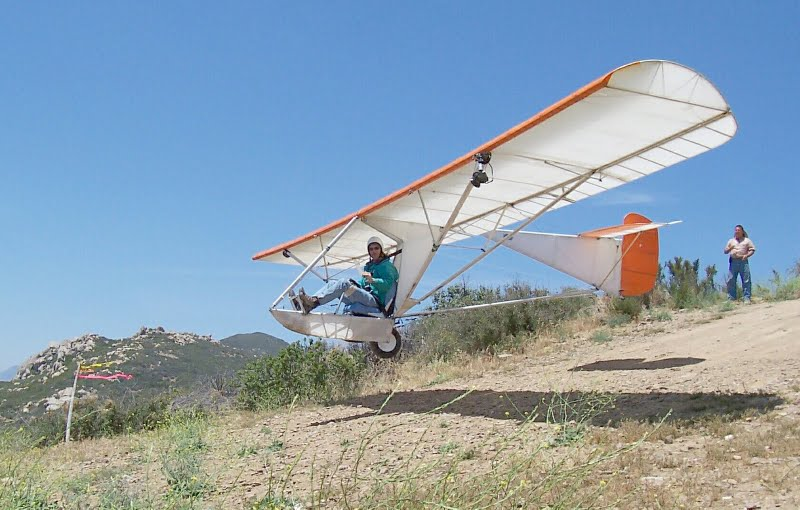
طائرة "المقعد الهوائي" شديد الخفة

وهي طبقة من الطائرات بالغة الخفة تشمل نوعًا معروفًا باسم الطائرة الشراعية ذات الرفع بالغ الصغر ونوعًا آخر معروف باسم «المقعد الهوائي» حددها الاتحاد الدولي على أساس الحمل الأقصى. وهي تتسم بالخفة بدرجة تسمح بنقلها بسهولة، ويمكن أن تطير بدون الحاجة إلى ترخيص في بعض الدول. وللطائرات الشراعية بالغة الخفة أداء مماثل لأداء الطائرات الشراعية المعلقة، ولكنها تطرح بعض العناصر الإضافية للسلامة ضد الاصطدامات حيث يمكن ربط الطيار في المقعد المستقيم بداخل هيكل معوج. ويكون الهبوط عادةً على عجلة واحدة أو اثنتين وهذا ما يميزها عن الطائرات الشراعية المعلقة. والعديد من الطائرات الشراعية التجارية بالغة الخفة لديها القدرة على التعاقب، ولكن معظم التطورات الحالية صنعها مصممون أو صناع منفردون.

### الطائرات الشراعية المعلقة

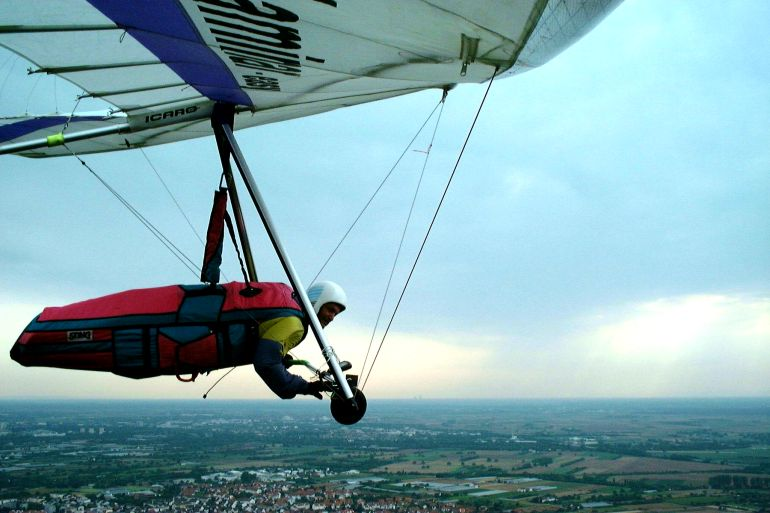
الطائرة الشراعية المعلقة الحديثة "ذات الجناح المرن".

وعلى عكس الطائرات الشراعية، فإن الطائرات الشراعية المعلقة يمكن حملها وتنطلق بقوة دفع الأقدام وتهبط بمفردها بمساعدة أرجل الطيار.
- تعد الطبقة الأولى هي الأصل من بين تلك الأنواع وأكثرها شيوعًا ويكون الطيار فيها معلقًا من منتصف الأجنحة المرنة ويتحكم في الطائرة عن طريق تغيير مكان الحِمل.
- أما الطبقة الثانية (التي حددها الاتحاد الدولي للطيران (FAI) بوصفها طبقة فرعية O-2) لديها هيكل ابتدائي صلب مع أسطح هوائية متحركة مثل أجهزة تخفيف الرفع بوصفها الوسيلة الأولى للتحكم. وغالبًا ما يكون الطيار مُطَوقًا بسطح أمامي انسيابي. وتقدم هذه الطائرات أداء أفضل ولكنها أعلى سعرًا.
- أما الطبقة الرابعة من الطائرات الشراعية المعلقة فلا تستطيع إثبات قدرة ثابتة على الإقلاع أو الهبوط الآمنين أو كليهما في حالة عدم وجود رياح، ولكن في ظروف أخرى يمكنها الانطلاق والهبوط باستخدام أرجل الطيار.
- وتمتلك الطبقة الخامسة من الطائرات الشراعية المعلقة هيكلاً أوليًا صلبًا مع أسطح هوائية ديناميكية متحركة كوسيلة أساسية للتحكم، كما يمكنها الإقلاع والهبوط بأمان في حال عدم وجود الرياح. كما لا يسمح باستخدام ألواح الطيارين الانسيابية.

يعد شكل جناح الطائرة المظلية محددًا بهيكل وهذا هو ما يميزها عن غيرها من الأنواع الأساسية للطائرات المدفوعة بالقدم، المظلات التي تمثل الطبقة الثالثة من الناحية الفنية. وبعض الطائرات المظلية تكون مزودةً بمحركات وتُعرف باسم الطائرات الشراعية المعلقة المزودة بالطاقة. ونظرًا لاشتراك كلٍ منهما في البناء والتصميم، فإن كثيرًا ما تعتبرهم هيئات الملاحة الجوية طائرات شراعية معلقة حتى وإن تم استخدام المحرك طوال الرحلة. كما تكون بعض الطائرات ذات الجناح المرن والثلاث عجلات مزودةً بعجلات للهبوط على عكس الطائرات الشراعية المعلقة.

### الطيران المظلي
الطيار المظلي يعد بمثابة طائرة حرة مدفوعة بالقدم. يجلس الطيار في سرج معلق أسفل جناح من الألياف. وعلى عكس الطيران الشراعي المعلق الذي تتخذ فيه الأجنحة شكلاً ذا أُطُر، فإن شكل أجنحة المظلات يتكون عن طريق ضغط الهواء الداخل من المخارج والخلايا إلى الجهة الأمامية للجناح. ويُعرف ذلك باسم جناح مكبس ضخ الهواء (الشبيه بتصميم المنطاد الصغير). يسمح تصميم المظلات الخفيف والبسيط بإمكانية طيها وحملها في حقائب كبيرة للظهر، كما يجعلها من أبسط أنماط الطيران وأكثرها توفيرًا. ويمكن أن تحقق أجنحة مستوى المنافسة نسب انحدار قد تصل إلى نسبة 1:10 وتطير بسرعة تبلغ 45 كم/س (28 ميل/س) تقريبًا.
كما تستخدم المظلات والطائرات الشراعية المعلقة رافعات الهواء (الحرارية) أو حافة الرفع لزيادة الارتفاع كما هو الحال في الطائرات الشراعية. تعتبر تلك العملية هي الأساس لمعظم المسابقات والرحلات الجوية الترفيهية، على الرغم من وجود فنون الطيران و«مسابقات بقعة الهبوط». يبدأ الانطلاق غالبًا بالهرولة لأسفل المنحدر، كما تستخدم أيضًا انطلاقات الونش وسحب المركبات. يعتبر الطيران الشراعي المروحي نوعًا من أنواع القفز بالمظلات التي تعمل بمحرك متصل بظهر الطيار ومعروفة باسم المظلات المزودة بالطاقة. وتعد الطائرة المظلية نوعًا من ذلك، فهي تعمل باستخدام محركٍ مركب على إطار له عجلات بدلاً من ظهر الطيار.

## الطائرات الشراعية الحربية

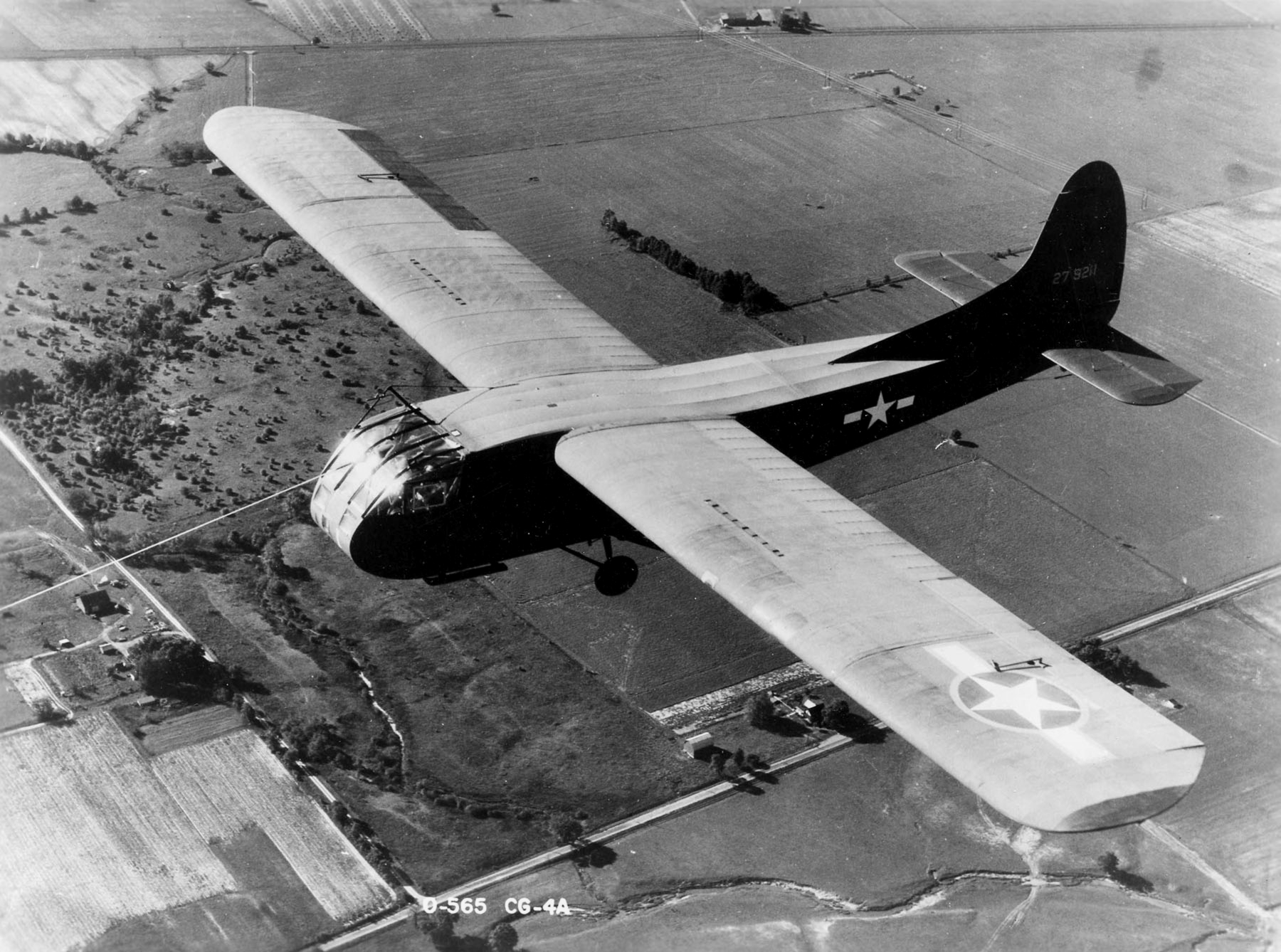
الطائرة الحربية (واكو CG-4A) المستخدمة في القوات الجوية الأمريكية

استُخدمت الطائرات الشراعية الحربية بشكلٍ أساسي في فترة الحرب العالمية الثانية لحمل القوات والمعدات الثقيلة (انظرمشاة الطائرات الشراعية) إلى منطقة القتال. وكان يتم سحب هذه الطائرات في الهواء ومعظم الطريق إلى الهدف عن طريق طائرات نقل عسكرية، مثل C-47 داكوتا، أو عن طريق قاذفة القنابل المحالة إلى أنشطة فرعية مثل طائرة إسترلنج الصغيرة. وبمجرد فك تلك الربطة، تقوم المركبة تلقائيًا بالهبوط بالقرب من الهدف قدر المستطاع. وميزة المظليات أنه يمكن إنزال المعدات الثقيلة وجمع القوات بسرعة بدلاً من تشتيتها في منطقة الهبوط. ويتم التعامل مع الطائرات الشراعية باعتبار أنه يمكن التخلص منها بعد بنائها من مواد رخيصة ومتوفرة كالخشب، ومع ذلك فقد تم استرجاع البعض وإعادة استخدامه مرة أخرى. وخلال فترة حرب كوريا، أصبحت طائرات التنقل أكبر حجمًا وأكثر كفاءةً، لذلك فإن الدبابات الخفيفة يمكن إسقاطها بالمنطاد مسببة سقوط الطائرة الشراعية طواعيةً.

## طائرات الأبحاث

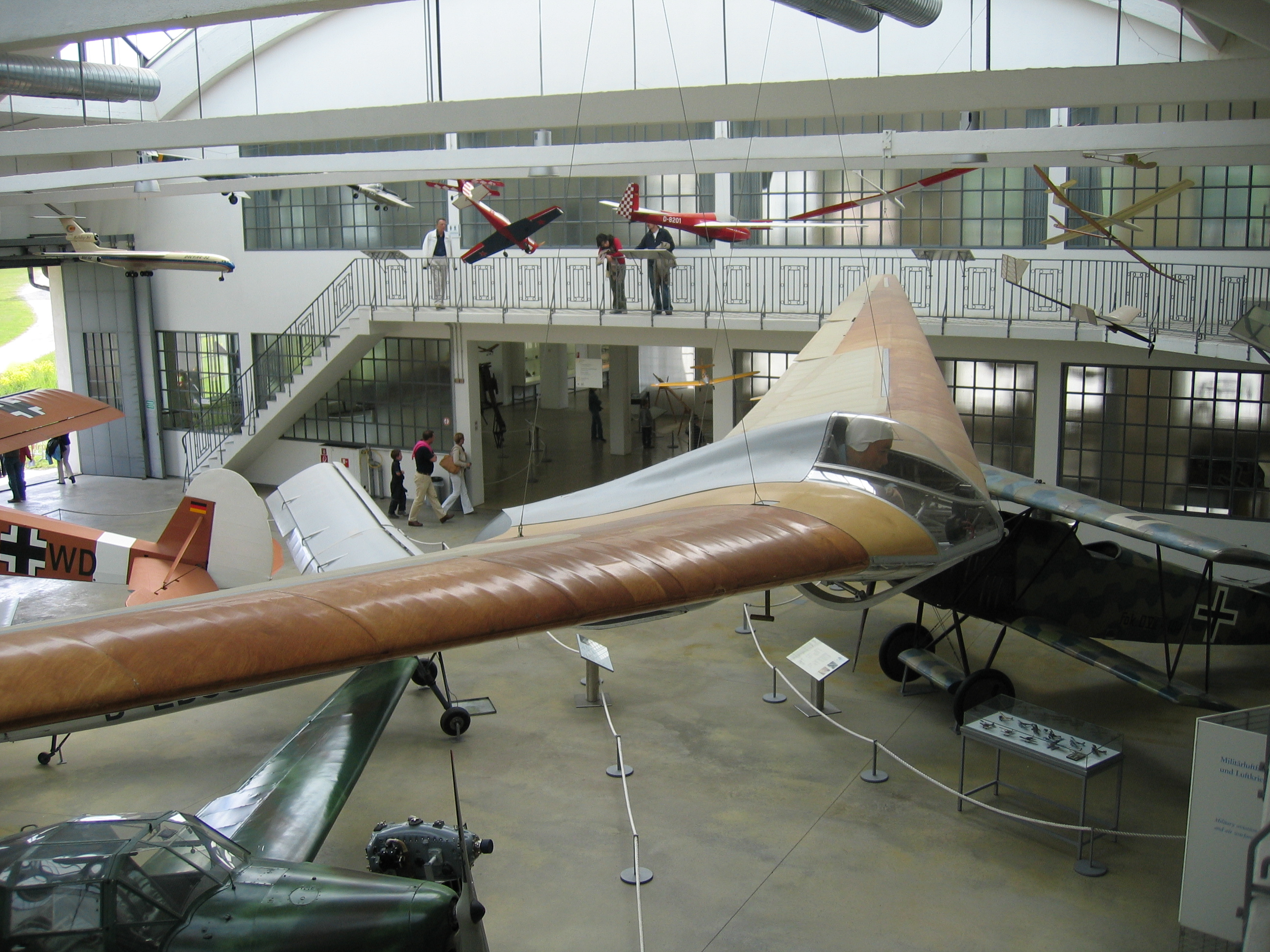
طائرة (هورتن هو 4) الشراعية وجناحها المحلق المستلق

استمر استخدام الطائرات الشراعية في الأبحاث حتى بعد تطوير الطائرات العاملة بالطاقة. يعد جناح ناسا بارسيف روجالو المرن مثالاً تمت صناعته لاستقصاء وسائل بديلة لاستعادة سفن الفضاء. وعلى الرغم من أن هذا الاستعمال كان مهجورًا، فإن الدعاية ألهمت الهواة لتبني استخدام السطح الانسيابي الهوائي للجناح المرن في الطائرات المظلية الحديثة.
وتعد الأجنحة الطائرة التي تكون دون محرك نوعًا آخر من الطائرات يتم استخدامه في أبحاث الحركة الهوائية. ومثال ذلك هورتن وفكرة أجنحة الطيران، ونسخة الطائرة الشراعية الخاصة بآرمسترونج ويتورث (A.W.52) المحجمة للجناح الطائر وباينس بات (من أجل إعطاء معلومات لطائرات شراعية عسكرية منظمة).
وعلى عكس الجناحات الطائرة، فقد تم تطوير الأجسام الرافعة باستخدام نموذج لا يعمل بالطاقة. وعلى الرغم من أن الفكرة تعود إلى فينسينت جستس بيرنيللي عام 1921، فقد زاد الاهتمام بها باعتبارها من البدائل الممكنة لاستعادة المركبات الفضائية. ولا يمكن لكبسولات الفضاء التقليدية التحكم في مكان هبوطها بالتحديد، بينما يمكن أن تكون المركبة القابلة للتوجيه باستخدام أجنحة لديها خيارات أكثر. وتستخدم الأجسام الرافعة جسم الطائرة نفسه لتوليد قوة رفع بدون إعمال الجناح العادي والمنبسط. ويعد الهدف من رفع الأجسام هو التقليل من السحب ومن حجم هيكل الجناح من أجل رحلة جوية، أسرع من الصوت أو تفوق سرعتها سرعة الصوت بكثير، تماثل تجربة إعادة الدخول إلى المركبة الفضائية. ويمكن مقارنة هذا بالجناح الطائر الذي يهدف إلى تقليل السحب في السرعات التي تقل عن سرعة الصوت بإبعاد الأسطح غير الرافعة. ومثال على هذا النوع طائرة نورثروب (HL-10) ومارتن-ماريتا (X-24).

## طائرات شراعية صاروخية

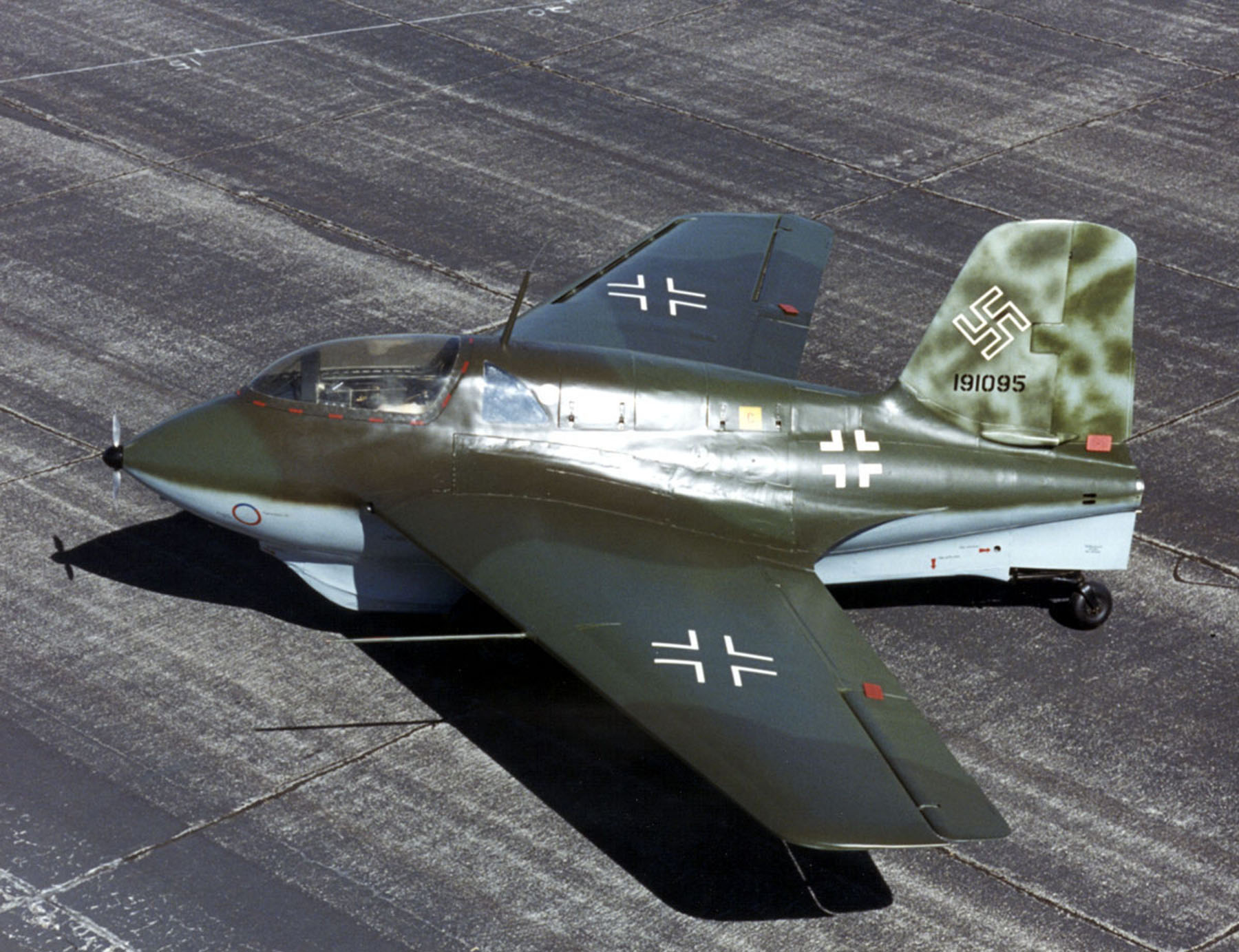
طائرة من طراز (Me 163B) معروضة في المتحف الوطني للقوات الجوية الأمريكية (USAF)

تستهلك الطائرات التي تعمل بقوة الصاروخ وقودها بسرعة، ولذا تهبط معظمها بسبب عدم وجود محرك بها إلا إذا وُجد نوع آخر من المحركات. وكانت أول طائرة من هذا النوع ليبيش انتي وتشمل الأمثلة التالية طائرات مسرسكهميت مي 163 تعمل بالطاقة الصاروخية. قضت سلسلة الأبحاث الأمريكية الخاصة بالمركبات الجوية بدايةً من بيل إكس-1 عام 1946 ووصولاً إلى نورث أمريكا إكس-15 أغلب الأوقات في الطيران دون وجود محرك. وكانت هناك أبحاث تُجرى في الستينيات على الأجسام الرافعة غير المزودة بالطاقة وعلى مشروع داينا-سور إكس 20(X-20)، وعلى الرغم من أن مشروع (X20) كان قد تم إلغاؤه، إلا أنه أدى في النهاية إلى اختراع المكوك الفضائي.
وفي إبريل 1981 حلّق المكوك الفضائي أوربيتر لأول مرة. وقد دخل المكوك مرة أخرى إلى ماخ 25 في نهاية كل رحلة فضائية، وهبط تمامًا كطائرةٍ شراعية. وكما هو الحال مع بوران (Buran) يمثل المكوك أسرع مركبة جوية على الإطلاق حتى الآن وعبر كل العصور. وآخر مثال على الطائرات الشراعية الصاروخية هو سفينة فضاء سبيس شيب وان الممولة تمويلاً خاصًا للقيام بالرحلات شبه المدارية وصاروخ-إكس كور إز المزمع استخدامه لاختبار المحركات.

## الأجنحة الدوارة
تعتبر معظم طائرات الجناح الدوار التي لا يوجد بها محركات طائراتٍ ورقية أكثر من كونها طائراتٍ شراعية؛ أي أنه يتم سحبها خلف سيارة أو مركبة بدلاً من أن تكون قادرة على الطيران الحر. تلك الأنواع معروفة باسم الطائرات الورقية الدوارة. ومع ذلك، فقد تم التحري عن الطائرات الشراعية ذات الأجنحة الدوارة أو "gyrogliders" والتي يمكن أن تهبط تلقائيًا بوصفها مثل الأوتوجايرو (نوع من الطائرات الدوارة) باستخدام رافع من الدوارات للتقليل من السرعة العمودية. كانت تلك بمثابة وسيلة لهبوط الأشخاص والآلات من المركبات الفضائية الأخرى.

## الطائرات الشراعية بدون طيار

### الطائرة الورقية
الطائرة الورقية المعروفة في الإنجليزية بعدة أسماء مثل (paper aeroplane باللكنة البريطانية، أو paper airplane باللكنة الأمريكية أو paper glider أو paper dart) وهي عبارة عن لعبة مركبة جوية (غالبًا طائرة شراعية) مصنوعة من الورق العادي أو المقوى، وقد يشار إلى ممارسة هذا النوع من تكوين الطائرات الورقية باسم إيروغامي (باليابانية: kamihikōki)، أي أوريغامي وهو فن ياباني مختص بطي الورق.

### نموذج الطائرات الشراعية
الطائرات الشراعية النموذجية هي عبارة عن نماذج لمركبات جوية طائرة أو غير طائرة موجودة بالفعل أو متخيلة، وفي الغالب تكون نسخة مصغرة من الحجم الكامل للطائرات باستخدام مواد خفيفة مثل متعدد الستيرين، وخشب البالسا، ورغوة، ولدائن مسلحة بألياف زجاجية. تتراوح التصميمات ما بين الطائرات الشراعية البسيطة والنماذج المصغرة بالغة الدقة والتي يكون منها ما هو كبير جدًا في الحجم.
وتعد الطائرات الشراعية النموذجية نماذج للمركبات الجوية طائرة أو غير طائرة موجودة بالفعل أو متخيلة، وفي الغالب تكون نسخة مصغرة من الحجم الكامل للطائرات باستخدام مواد خفيفة مثل متعدد الستيرين، وخشب البالسا، ورغوة، ولدائن مسلحة بألياف زجاجية. وتكون النماذج الكبيرة التي تستخدم خارج البيت غالبًا طائرات شراعية محكمة بنسبة ويقودها طيار يتحكم بها عن بعد من على الأرض عن طريق محول. كما يمكن أن تبقى معتمدة على الهواء لمدة ممتدة باستخدام الرافع الناتج عن المنحدرات والأعمدة الدافئة. كما يمكن دفعها إلى الرياح بواسطة حبل موصول بخطاف أسفل جسم الطائرة ومربوط بحلقة، ولذلك يسقط الحبل حين يحلق النموذج فوق الرؤوس. تتضمن أساليب أخرى للانطلاق السحب عاليًا باستخدام نموذج طائرة مزود بالطاقة، وانطلاق المنجنيق باستخدام حبل القفز المطاط وانطلاقة يدوية. وعند إطلاق أحدث نظام "الرمي الثقيل" لطرفي الجناح، يحل الإطلاق اليدوي محل النوع السابق من «الرمي القوي».

### القنابل الطائرة
قنابل الطائرة الشراعية هي عبارة عن قنابل لها سطحٌ حركي هوائي للسماح بمسار الرحلة الشراعية بدلاً من الآخر القذائفي. وهذا يزيد من حماية الطائرة المحملة التي تقوم بالهجوم على هدفٍ مُحصن بشدة. كما تسمح أنظمة التحكم عن بعد للطائرات المحملة بتوجيه القنبلة إلى الهدف. ولقد تم تطوير ذلك النوع في ألمانيا منذ عام 1915 تقريباً، وحقق نجاحًا كبيرًا في الحرب العالمية الثانية كسلاح مضاد للسفن. ولقد تم تجهيز بعض القوى الجوية في الوقت الحاضر بأجهزة الطيران الشراعي التي تستطيع الهجوم على القواعد العسكرية عن بعد عن طريق الرأس الحربي من القنبلة العنقودية.